# Rectobolivina
Rectobolivina es un género de foraminífero bentónico de la subfamilia Siphogenerinoidinae, de la familia Siphogenerinoididae, de la superfamilia Buliminoidea, del suborden Buliminina y del orden Buliminida. Su especie tipo es Sangrina bifrons. Su rango cronoestratigráfico abarca desde el Luteciense (Eoceno medio) hasta la Actualidad.

## Discusión
Clasificaciones previas incluían Rectobolivina en el suborden Rotaliina del orden Rotaliida.

## Clasificación
Se han descrito numerosas especies de Rectobolivina. Entre las especies más interesantes o más conocidas destacan:
- Rectobolivina bifrons
- Rectobolivina hangaroana
- Rectobolivina maoria
- Rectobolivina maoriella

Un listado completo de las especies descritas en el género Rectobolivina puede verse en el siguiente anexo.